# Бања Врујци
Бања Врујци је бања у западној Србији у општини Мионица у Колубарском управном округу. Смештена је између Мионице и Љига, у долини између планине Сувобор и реке Топлице. Налази се на надморској висини од 180 метара. Удаљена је 92 километра од Београда. Кроз бању тече речица Горња Топлица. У Бањи Врујци се производила флаширана вода под називом Вода вода, а у њој се налази и фабрика Синалко. У бањи постоји и осморазредна основна школа.
Термалне воде у бањи Врујци су калцијумско-магнезијумске са просечном температуром од 27° C. Спадају у групу олигоминералних вода. У терапијске сврхе, вода се користи за купање и пиће. Лековита својства воде и бањског блата огледају се у лечењу реуматских обољења, стерилитета, ишијаса, проширених вена, високог крвног притиска, кожних болести итд.
Трагови материјалне културе и народног предања указују да је простор око врујачких извора од давнина био насељен. Из тих времена датира постојање врујачке дивље бање, која је трајала све до 1935. године, када се Бања претворила у народно лечилиште.
Проточни Базени у Бањи Врујци су јединствени у Србији, због воде која се стално мења.
У непосредној близини Бање се налази мноштво туристичких дестинација, излетишта, манастира и културно-историјских споменика. У скорије време се о завршио спа центар „Прва Нова Бања“ који,представља јединствени велнес и спа центар у Србији.
Овде се организује манифестација Врујачки извори. Овде се налазе: мост љубави,дечји образовни центар Чаробно село, Општинско народно купатило „Војвода Мишић” и Црква Свете Марине у Бањи Врујци.

## Галерија
- Хотел Врујци
- Центар бање Врујци
- Мост љубави
- Погон Вода Вода